# 다니엘라 루한
다니엘라 루한(Daniela Luján, 1988년 4월 5일 ~ )은 멕시코의 가수, 배우이다.